# Clara Immerwahr (film)
Clara Immerwahr je koprodukcijski televizijski film iz leta 2014, posnet po življenju kemikinje in pacifistke Clare Immerwahr.